# Hyundai Santa Fe
Le Santa Fe est un SUV produit par le constructeur automobile sud-coréen Hyundai Motor sous cinq générations, la première en 2000, la seconde en 2006, la troisième en 2012, la quatrième à partir en 2018, et la cinquième depuis 2023.

## 1regénération
La première génération est sortie en octobre 2000. Ce modèle est basé sur la plateforme technique de la Hyundai Sonata.

### Galerie

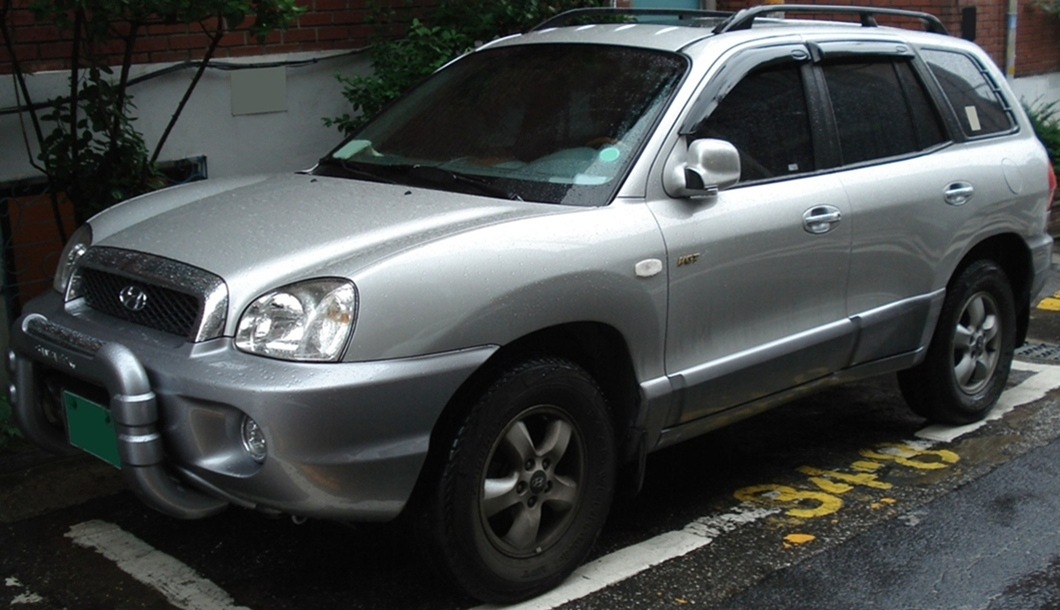
Hyundai Santa Fe I Phase 1
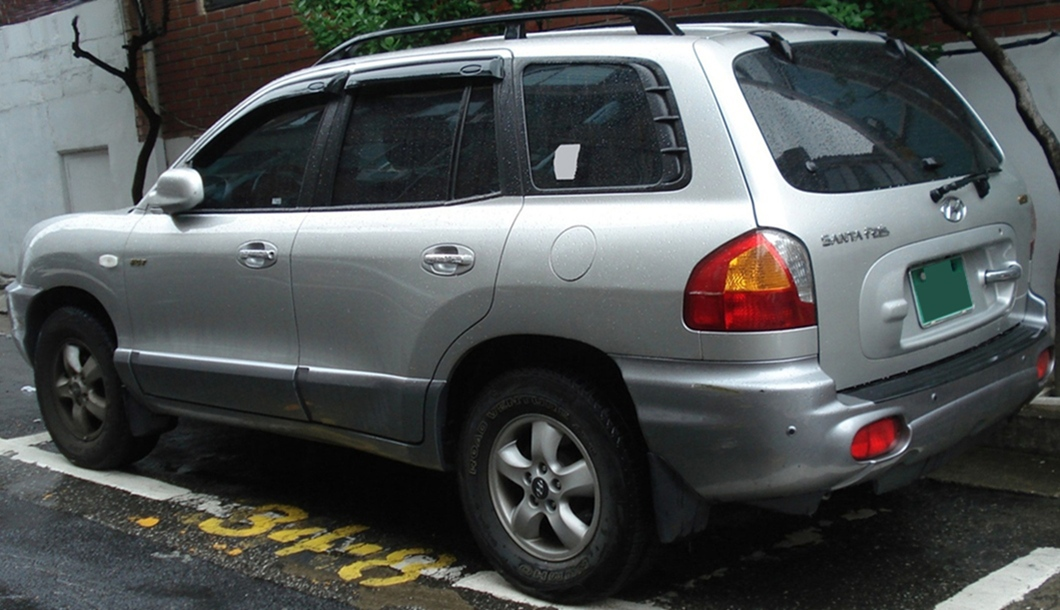
Hyundai Santa Fe I Phase 1
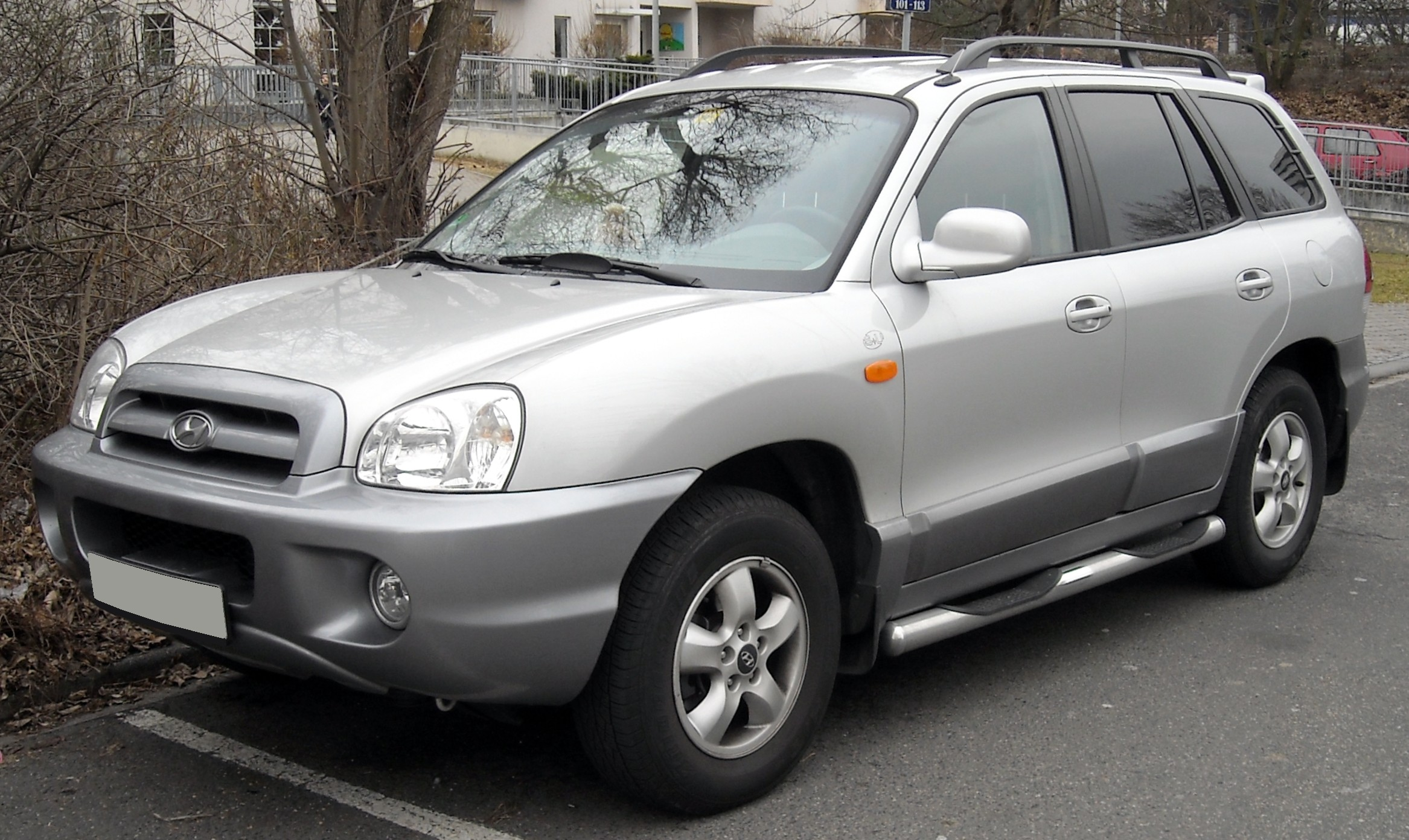
Hyundai Santa Fe I Phase 2
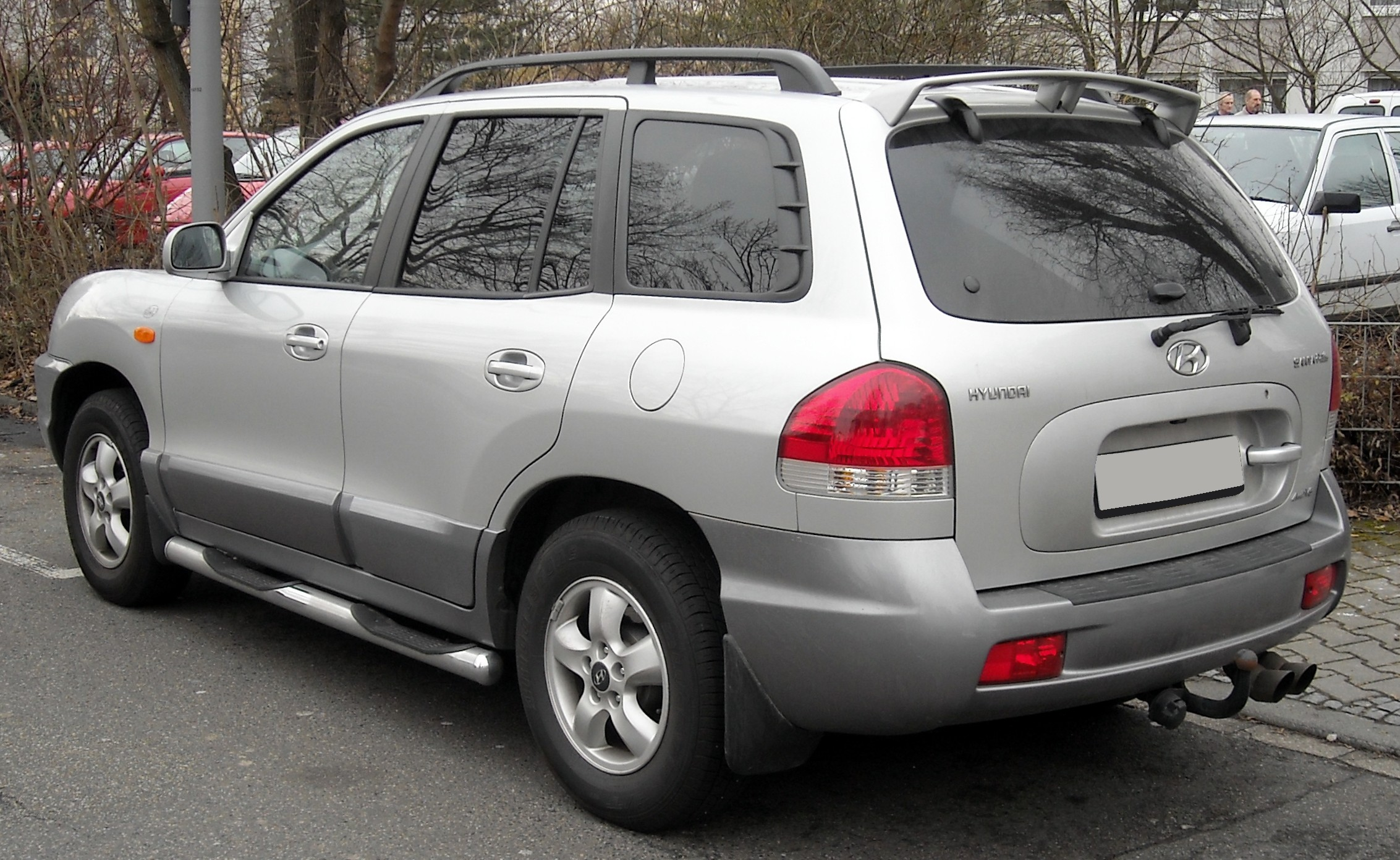
Hyundai Santa Fe I Phase 2

## 2egénération
La deuxième génération du Hyundai Santa Fe est sortie au printemps 2006 en Europe. Vendue en France uniquement en diesel, en l'occurrence le 2.2 CRDi de 155 ch. Mesurant 4,67 m de long, elle peut recevoir deux sièges en troisième rang. En version de base elle n'a que deux roues motrices.
Fin 2009, en septembre, il reçoit un restylage.

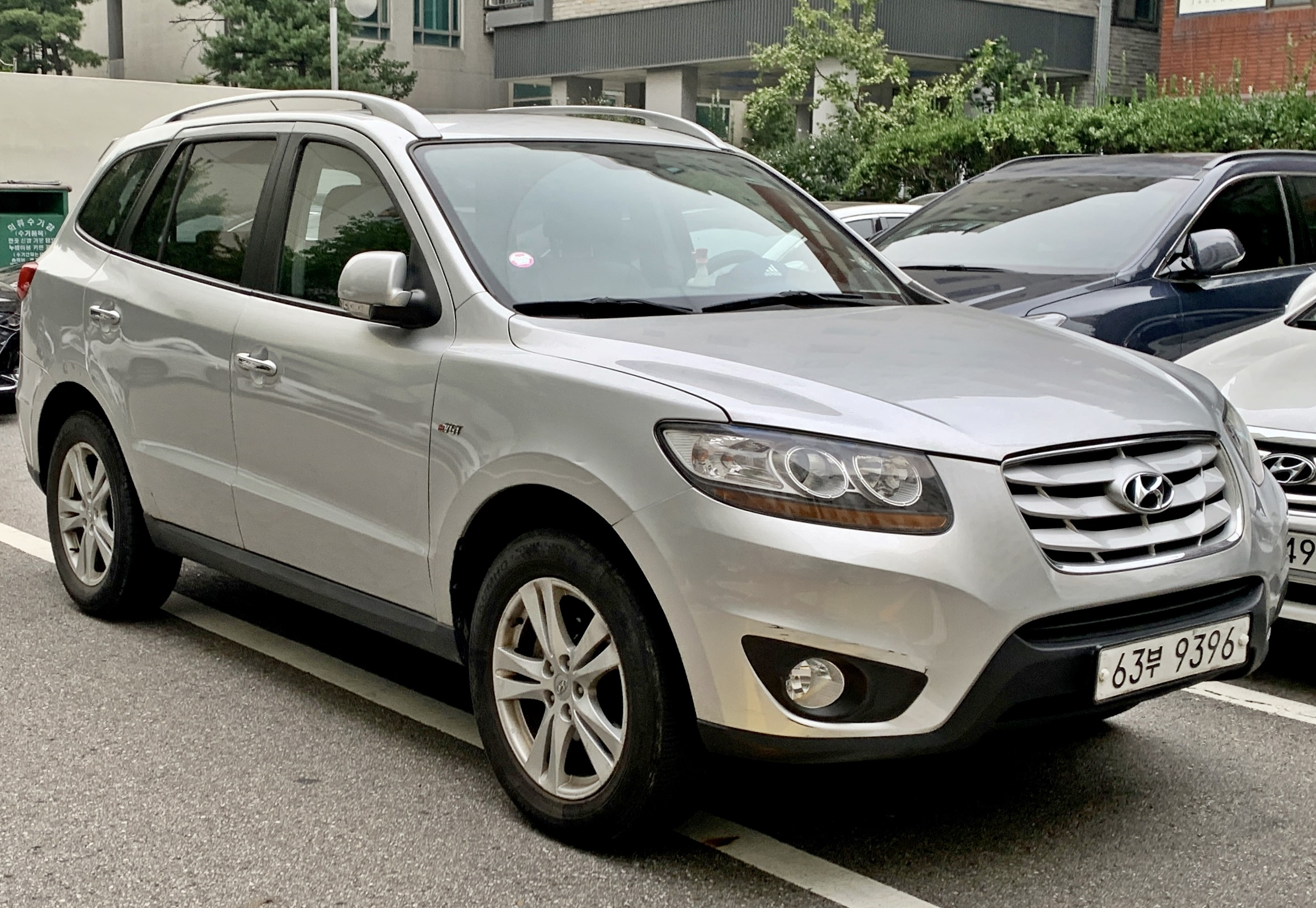
Hyundai Santa Fe II restylé

## 3egénération
La troisième génération de Santa Fe est présentée en avril 2012 pour une commercialisation en août 2012. Il propose uniquement sept places, comme son prédécesseur.
En 2015, Hyundai restyle son Santa Fe.

### Hyundai Grand Santa Fe

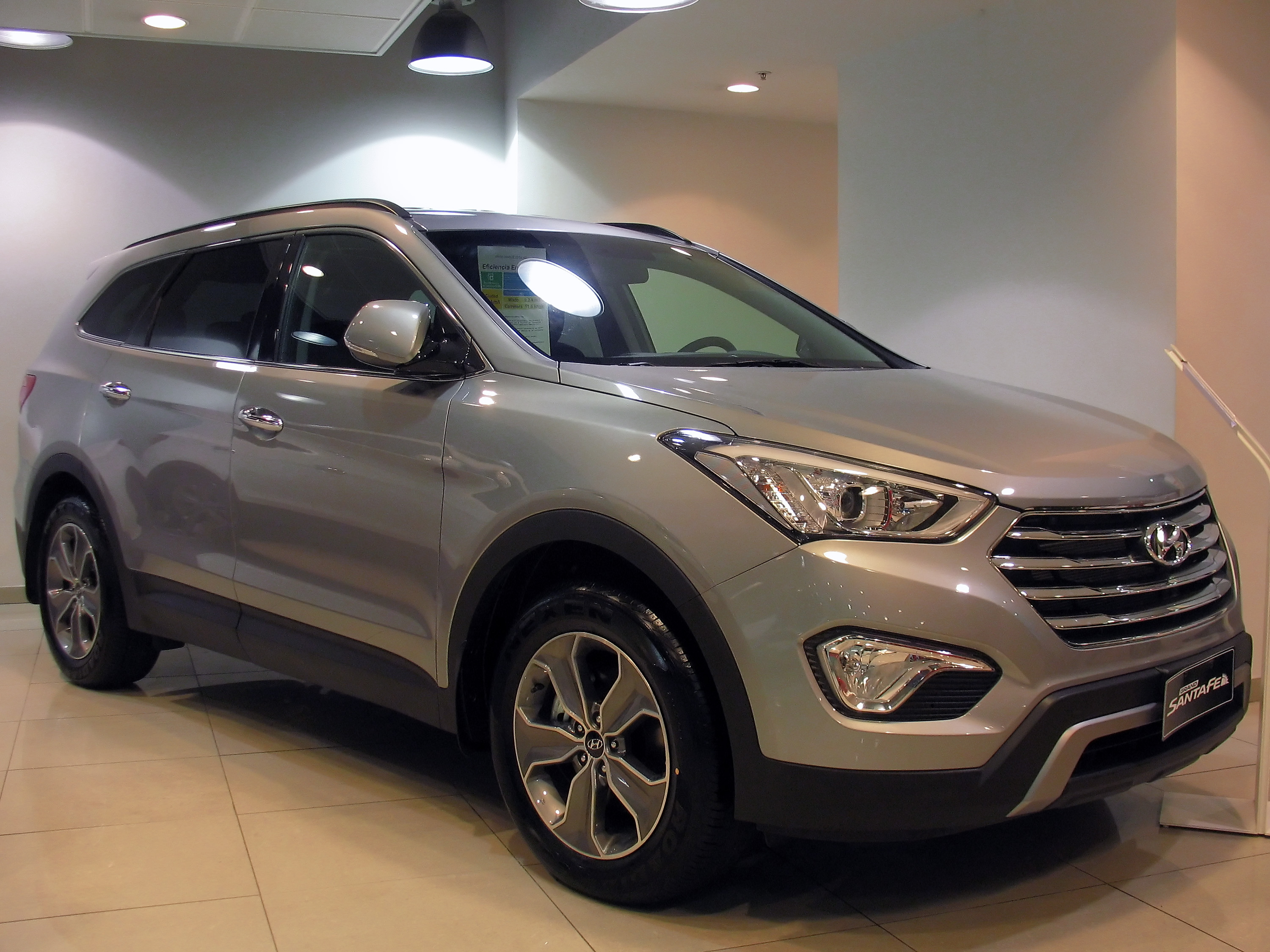
Hyundai Grand Santa Fe (9 places)

Le Hyundai Grand Santa Fe est la version longue du Hyundai Santa Fe existant en 9 places. Il est sorti en 2013 pour remplacer le Hyundai iX55 qui a disparu fin 2012.

## 4egénération

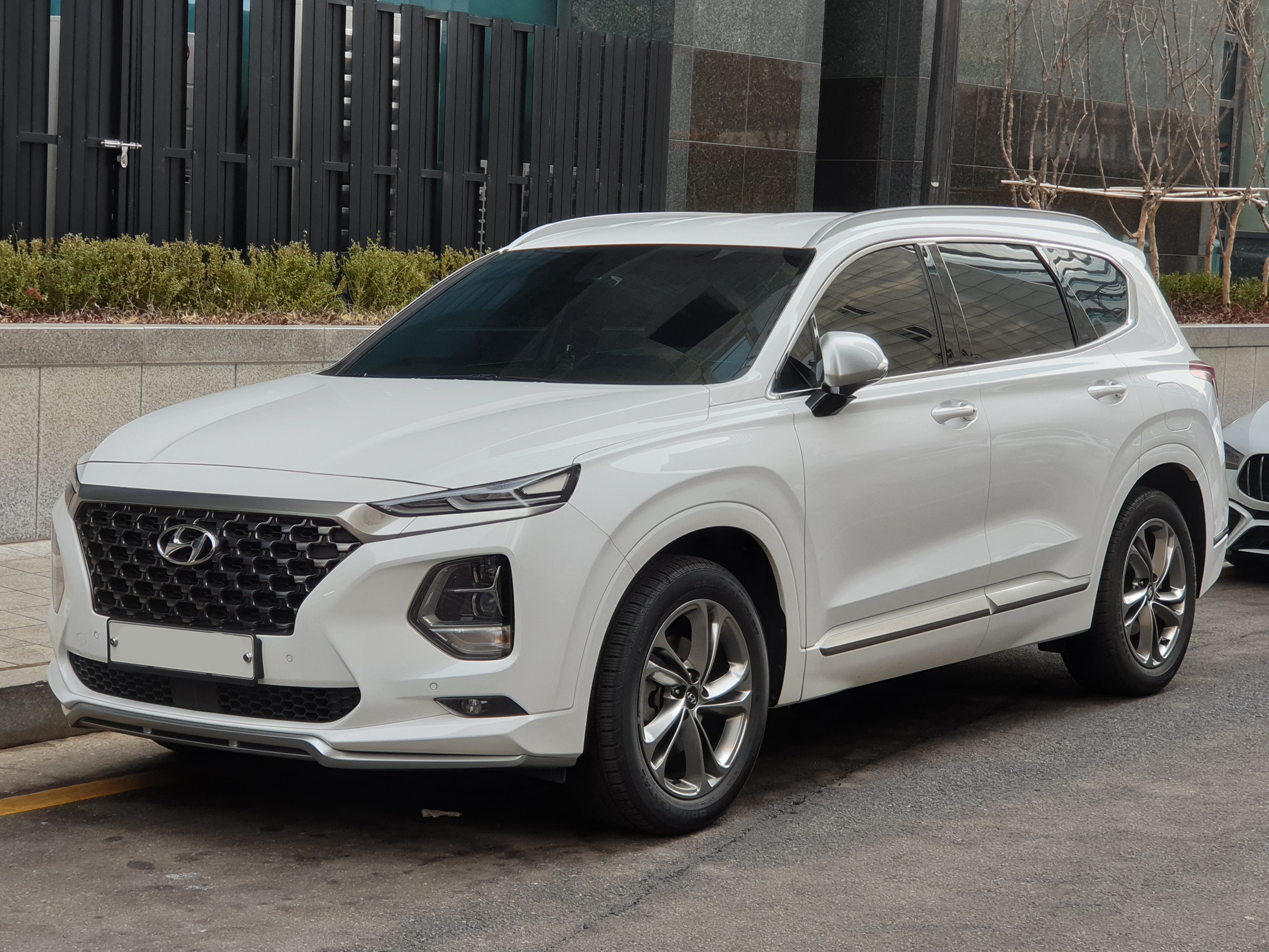
Hyundai Santa Fe IV phase 1 (avant)

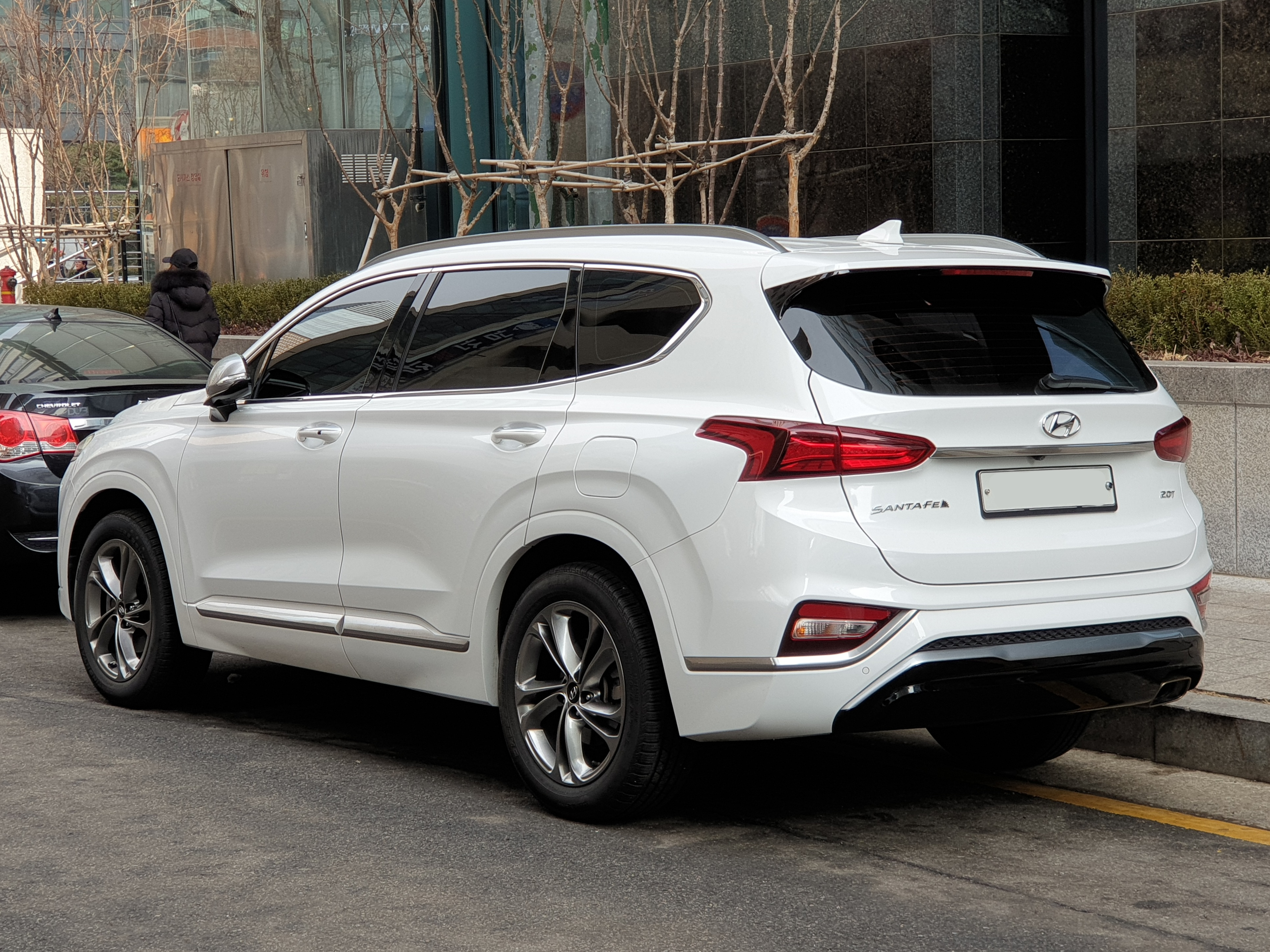
Hyundai Santa Fe IV phase 1 (arrière)

Le Santa Fe IV est dévoilé début février 2018 en Corée du Sud, avant sa première exposition publique en mars au Salon international de l'automobile de Genève 2018. Il est commercialisé fin 2018 en Europe, mais ne devait pas être importé en France avant 2020, ses motorisations étant pénalisées par un malus écologique important dû au changement du mode de calcul des normes antipollution française, NDEC vers WLTP. Mais à la suite du report de l'application du nouveau malus écologique, Hyundai annonce en janvier 2019 la commercialisation du Santa Fe IV en France.

### Phase 2

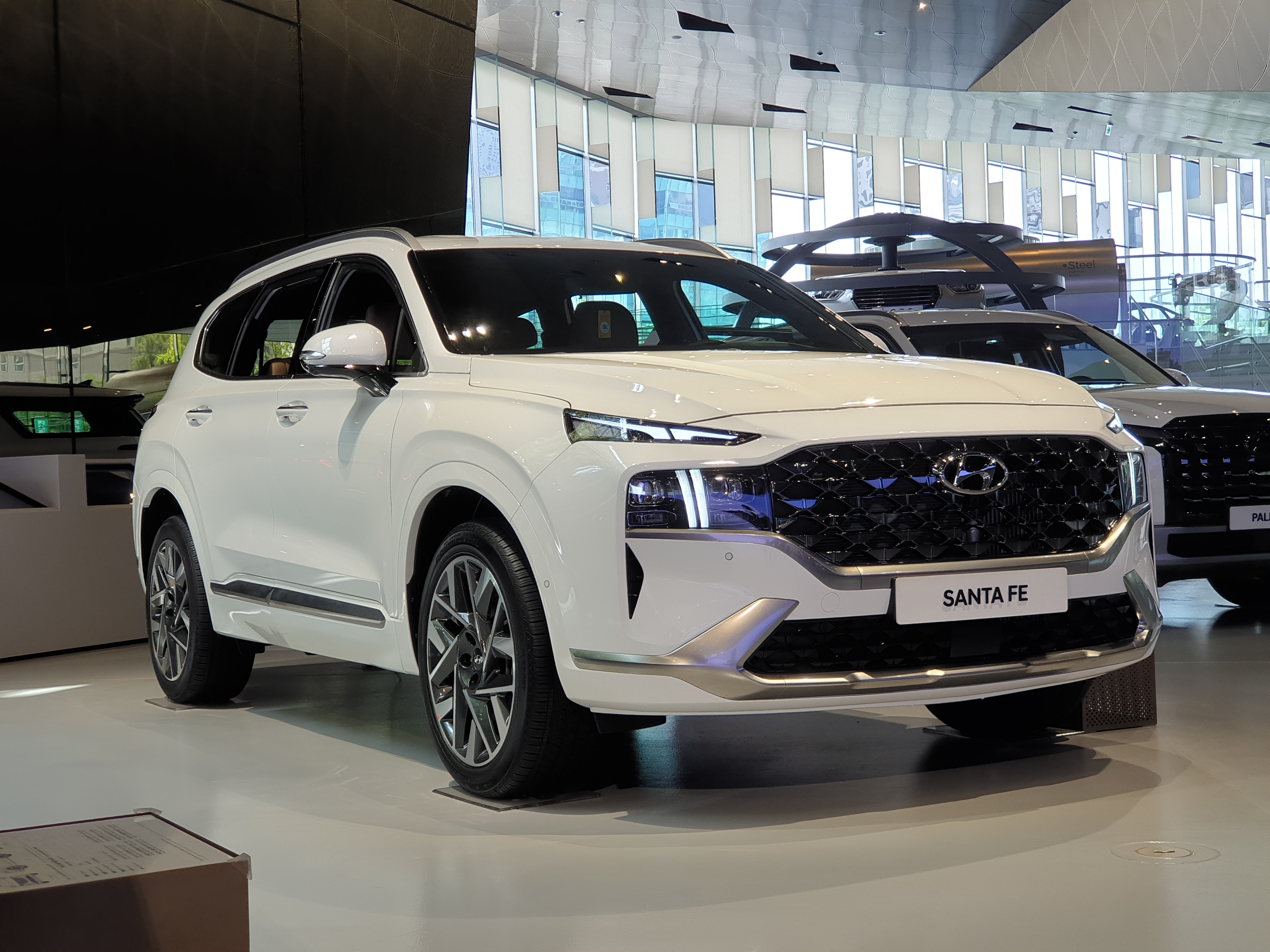
Hyundai Santa Fe IV phase 2 (avant)

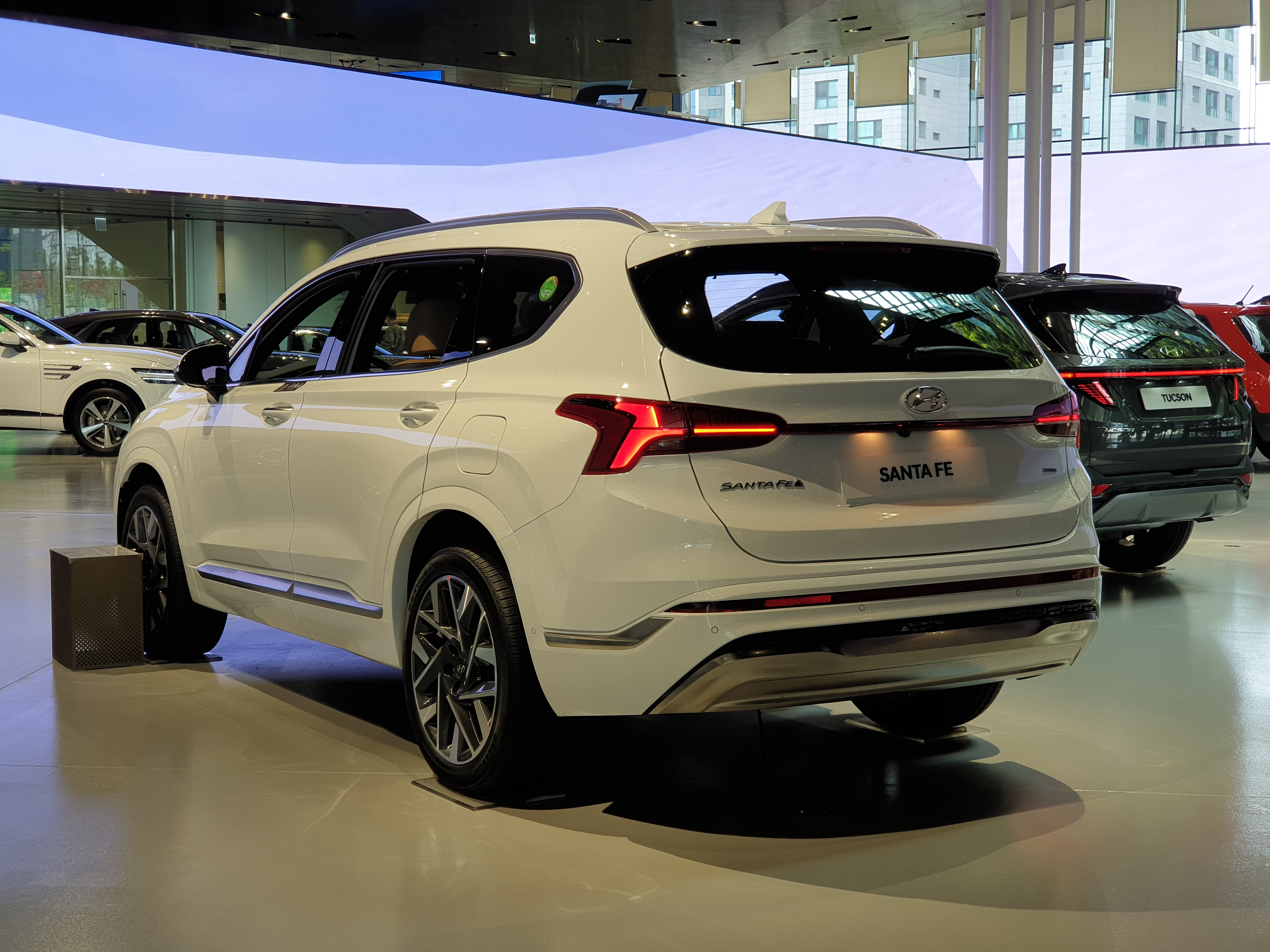
Hyundai Santa Fe IV phase 2 (arrière)

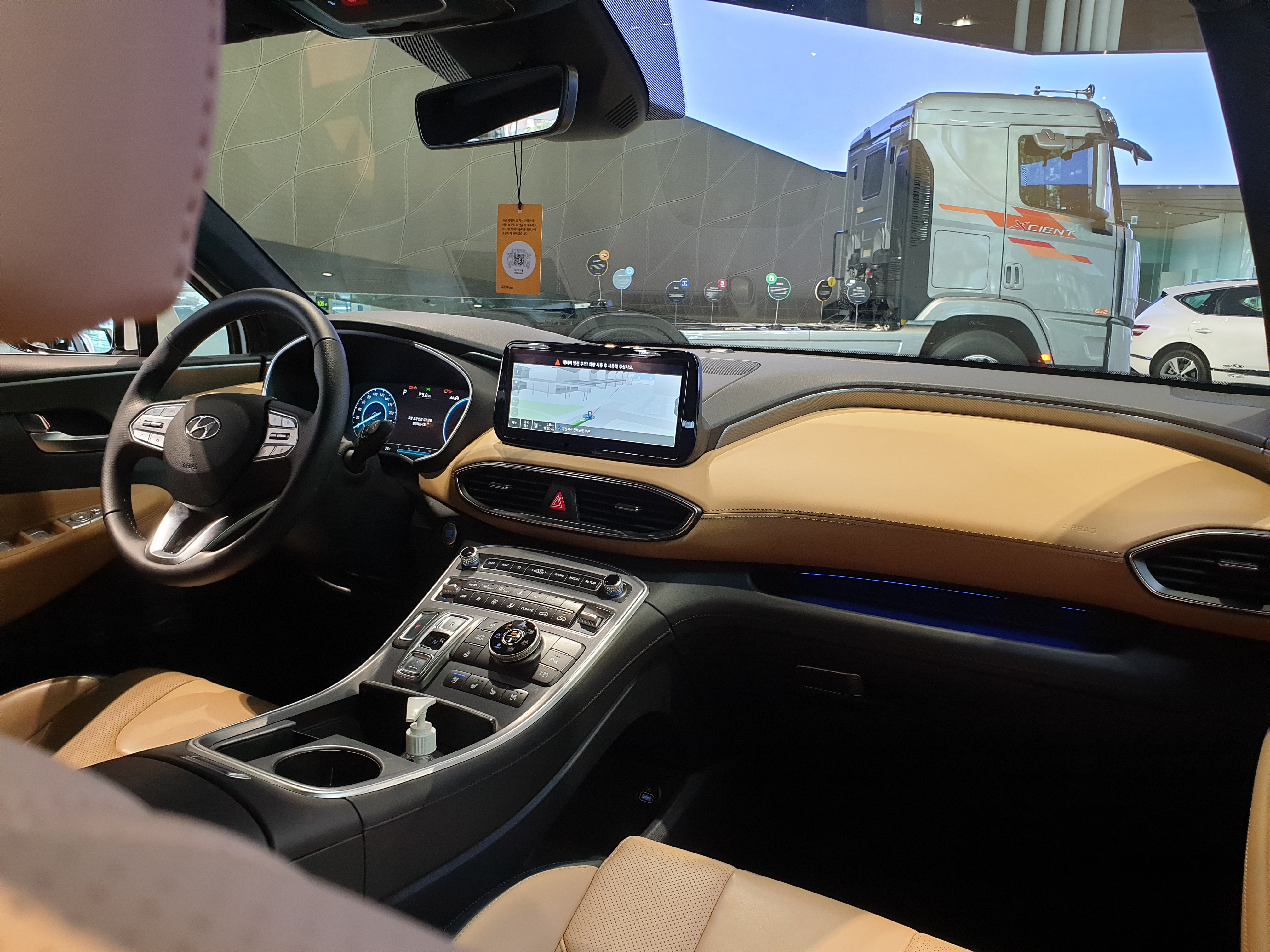
Hyundai Santa Fe IV phase 2 (intérieur)

La version restylée de la quatrième génération de Santa Fe est présentée le 3 juin 2020 pour une commercialisation en septembre 2020. Elle change de plate-forme technique.

### Motorisation
Phase 1
En Europe, le Hyundai Santa Fe IV reçoit une unique motorisation diesel, une seule boîte de vitesses, une seule finition (Executive) et une seule option (peinture métallisée). Le moteur est un 2.0 diesel de 185 ch et 400 N m de couple, accouplé à une boîte automatique à 8 rapports, et uniquement en transmission intégrale.
|                                                   | Santa Fe 2.0 CRDI           |
| ------------------------------------------------- | --------------------------- |
| Moteur                                            | 4 cylindres en ligne diesel |
| Admission                                         | Turbocompressé              |
| Cylindrée (cm3)                                   | 1 995                       |
| Puissance maximale ch (kW)                        | 185                         |
| au régime de (tr/min)                             | 4 000                       |
| Couple maximal (N m)                              | 400                         |
| au régime de (tr/min)                             | 1 750                       |
| Boîte de vitesses                                 | Automatique 8 rapports      |
| Transmission                                      | Intégrale                   |
| Vitesse maxi (km/h)                               | 197                         |
| 0-100 km/h (s)                                    | 10,3                        |
| Consommation (L/100 km) urbain/extra-urbain/mixte | 5,3/6,0/7,1                 |
| Émissions de CO2 (g/km)                           | 157                         |
| Capacité du réservoir (L)                         | 71                          |
| Masse à vide (kg)                                 | 1 965                       |
| Norme environnementale                            | Euro 6d Temp                |

Phase 2
La version restylée reçoit une motorisation essence hybride 1.6 T-GDi associé à un moteur électrique, pour une puissance cumulée de 230 ch accouplé à une boîte automatique à 6 rapports. Une version hybride rechargeable est prévue dans un second temps. Le moteur diesel 2.0 et remplacé par un 2.2 CRDi de 202 ch avec boîte automatique à 8 rapports.

### Finitions
- Intuitive[12]
  - 7 places
  - aide au stationnement avant/arrière
  - caméra de recul
  - climatisation automatique bizone
  - jantes 17 pouces
  - sièges avant chauffants
  - écran tactile 20 cm

- Creative (Intuitive +)
  - instrumentation numérique 31 cm
  - chargeur téléphone par induction
  - hayon mains libres
  - jantes 18 pouces
  - régulateur de vitesse adaptatif
  - sellerie cuir
  - sièges avant électriques
  - navigation sur écran tactile 26 cm avec services connectés

- Executive (Creative +)
  - accès mains libres
  - affichage tête-haute
  - détecteur de fatigue
  - jantes 19 pouces
  - phares et feux full LED
  - régulateur de vitesse adaptatif
  - sellerie cuir
  - sièges avant et arrière chauffants
  - toit ouvrant panoramique
  - vision 360°
  - volant chauffant

## 5egénération
La cinquième génération de Santa Fe est dévoilée en images le 18 juillet 2023 avant sa présentation officielle en août 2023.

### Caractéristiques techniques
Le design du véhicule est beaucoup plus anguleux que celui des précédentes générations, évoquant les véhicules Land Rover contemporains,. Les feux arrière sont inhabituellement placés en bas du hayon afin de maximiser la taille de la malle et de permettre un placement bas de ses entretoises.
Le Santa Fe est disponible en transmission intégrale HTRAC (Hyundai Traction All Wheel Drive).

### Finitions
- Intuitive[18]
- Creative
- Executive
- Calligraphy